# تبار قهوه‌ای‌بال
تبار قهوه‌ای‌بال (نام علمی: Satyrini) نام یک تبار از زیرخانواده قهوه‌ای‌بالان است.